# Thomas Krempke

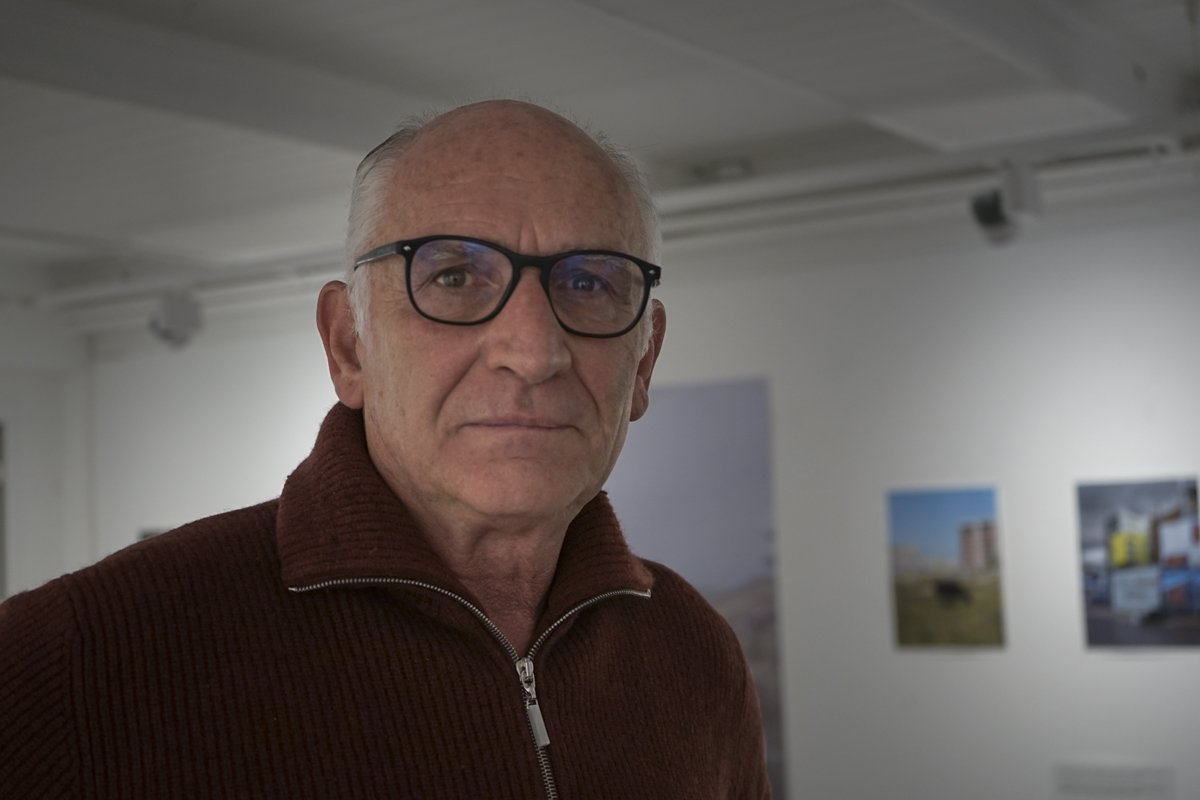
Thomas Krempke, 2023

Thomas Krempke (* 25. Oktober 1957 in Zermatt) ist ein Schweizer Fotokünstler, Buchautor und Filmemacher. Er war unter anderem Mitbegründer des «Videoladen Zürich» und einer der Drehbuchautoren des Films «Züri brännt». Thomas Krempke gehörte zu den ersten, die in der Schweiz mit der neu aufkommenden Videotechnik filmten, wodurch eine neue Form von Kunst entstand.

## Biografie
Thomas Krempke ist Sohn von Wiener Eltern, die nach Zermatt (Schweiz) ausgewandert waren, wo er zur Welt kam. Aufgewachsen ist er die ersten fünf Jahre in Zermatt, danach am Zürichsee. Er besuchte das Mathematisch-Naturwissenschaftliche Gymnasium Rämibühl in Zürich. Sein Geschichtslehrer, Viktor Sidler, bot am Gymnasium Film-Kurse an. In dieser Zeit drehte Thomas Krempke die ersten Filme, wie zum Beispiel «Entstanden in Zusammenarbeit».
1979, nach der Schule, nahm Thomas Krempke ein Studium der Germanistik und Romanistik an der Universität Zürich auf. Damals begann er mit Videos zu arbeiten und gehörte zu den Pionieren in der Schweiz, die mit der neu aufkommenden Videotechnik filmten und eine neue Form der Kunst und Politik machten. 1979 wechselte er an die Fotoklasse der Kunstgewerbeschule Zürich (heute ZHdK).

### Mitbegründer Videoladen Zürich (1978–1984) und einer der Drehbuchautoren des Films «Züri brännt»
1978 hat Thomas Krempke zusammen mit anderen Studenten (u. a. Werner «Swiss» Schweizer, Martin Witz, Marcel Müller, Nelly Brandl) die Genossenschaft «Videoladen Zürich» gegründet. Darin ging es um sozial und politisch motivierte Videoarbeit, die Widerstandsbewegungen – z. B. Anti-AKW-Bewegung oder die Zürcher Jugendbewegung zu Beginn der 1980er Jahre – dokumentierten. Sinn dieser Videoarbeit war, die Berichterstattung des öffentlichen Fernsehens durch eine weitere Perspektive, sogenannte «Gegenöffentlichkeit», zu ergänzen. Die Dokumentarfilme wurden im Rahmen alternativer Plattformen wie zum Beispiel Versammlungen oder Veranstaltungen und in einem zum Mini-Kino umgebauten VW-Bus gezeigt.
Einer der ersten Filme des «Videoladens Zürich» stammt aus dem Jahr 1979 und heisst «Video uf de Gass», ein Film, der aus einem Anti-Werbespot gegen rechte Schweizer Politiker hervorgegangen ist. Für den Kultfilm «Züri brännt» aus dem Jahr 1980 war er einer der Drehbuchautoren. Der vom «Videoladen Zürich» produzierte Film ging als Zeitdokument der Züricher Jugendbewegung in die Schweizer Filmgeschichte ein. Er widmete sich der Dokumentation der Jugendunruhen in Zürich, die am Abend des 30. Mai 1980 mit dem sogenannten «Opernhauskrawall» begannen. Die Jugendbewegung protestierte gegen die Kulturpolitik der Stadt Zürich und dauerte fast zwei Jahre lang. Immer wieder mündete sie in gewaltsamen Demonstrationen zwischen den Jugendlichen und der Polizei. Thomas Krempke und die Mitstreiter vom «Videoladen Zürich» dokumentierten und filmten diese Jugendbewegung. Aus dem aufgenommenen Material entstand der Film «Züri brännt». Uraufführung war im Herbst 1980 im von den Jugendlichen erkämpften Kulturzentrum «Rote Fabrik» in Zürich. Danach wurde der Film an den «Solothurner Filmtage» und an den Berliner Filmfestspielen gezeigt.
Nachdem die Jugendbewegungen abgeflacht waren, verabschiedete sich Thomas Krempke vom «Videoladen Zürich». Inzwischen hatte er sein Studium als Fotograf absolviert und seine Laufbahn als freischaffender Kameramann und Regisseur begonnen.

### Tätigkeit als Filmschaffender
Von Ende 1999 bis 2009 arbeitete Thomas Krempke für das Filmunternehmen «Swiss Effects», das ein neues Verfahren für den «Digital to film transfer» entwickelt hatte. Damit wurden Videos auf analogen Film übertragen. Thomas Krempke war Spezialist für diese Art der Postproduktion.
Während dieser Zeit hat er angefangen, für Filmfestivals zu arbeiten und wurde Mitglied der «Commission Artistique» am «Festival International de Film de Fribourg» (FIFF), bei dem er auch als Kurator fungierte. Ausserdem hat Thomas Krempke in Zusammenarbeit mit Humberto Solas das «Festival des Cine Pobre», ein Filmfestival für Low-Budget-Filme in Kuba, mitbegründet und auch mitbetreut. Derzeit ist er für die «Weltfilmtage Thusis» und für das «Zurich Film Festival» engagiert.

### Tätigkeit als Fotograf und Buchautor
Seit 2008 arbeitet Thomas Krempke hauptsächlich als Fotokünstler und Buchautor, begann ein fotografisches Tagebuch, welches 2017 bei «Edition Patrick Frey» unter dem Titel «Das Flüstern der Dinge» herausgegeben wurde. Zudem veranstaltete er zahlreiche Ausstellungen.
Ab 2020 begann Thomas Krempke an seinem Projekt «Endër – Vom Versuch, Albaner zu werden» zu arbeiten. Das albanische Wort «Endër» bedeutet Traum. Von 2020 bis 2024 hielt sich Thomas Krempke mehrmals für längere Zeit in Albanien auf und erlernte auch die Sprache. Aus dem Projekt entstanden Werke, mit denen er Ausstellungen machte und woraus er ein Kunstmagazin publizierte. Im Rahmen dieser Arbeit war er Finalist des «Hed On Landscape Award» (2023) in Sydney.
Als Mitglied des «Verband der Pressefotografen Schweiz» nahm Thomas Krempke an einer Ausstellung teil, die vom Verband selbst zu dessen 75-jährigem Bestehen durchgeführt wurde. Da zeigte er unter anderem das Werk «Hände bei der Arbeit», das im Zeitalter fortschreitender Digitalisierung auf die Bedeutung und den Wert des Handwerks hindeutet.

## Ausstellungen
Seit 2011 zeigt Thomas Krempke seine fotografischen Werke als Fotoinstallationen und Ausstellungen in diversen Galerien in der ganzen Schweiz, wie auch an den Solothurner Literaturtagen (2013), an den Solothurner Filmtagen (2021), im Theaterhaus Gessnerallee (2012) und im Kulturraum Tanzhaus Zürich (2015).

## Filme (Auswahl)
Regie:
- Video uf de Gass (1979, Dokumentarfilm)
- Züri brännt (1980, Dokumentarfilm)
- Schnittwunden (1984, Spielfilm)

Kamera:
- Palaver Palaver (1990, Dokumentarfilm)
- Der Kunde ist König (1990, Dokumentarfilm)
- Ingeborg Lüscher (1991, DRS-Dokumentarfilm über Ingeborg Lüscher)
- Ur-Musig (1992, Dokumentarfilm)

Produktion:
- Meta-Mecano (1996, Dokumentarfilm)
- Crowded Jungle (1997, Dokumentarfilm)
- Viaggio a Misterbianco (2004, Dokumentarfilm)
- Optimisti (2004, Spielfilm)

## Bücher und Publikationen
- Das Flüstern der Dinge (Edition Patrick Frey, Zürich 2017)
  - The Whispering of Things (Edition Patrick Frey, Zürich 2019)
- Shi bië në Tiranë (= _957_ Independent Art Magazine, issue 119, 2021)